# Banliyö Trenleri
Banliyö Trenleri ist die Bezeichnung mehrerer S-Bahn-ähnlicher Vorortbahnsysteme in der Türkei. Das Wort stammt vom französischen Wort für „Vorstadt“, „banlieue“. Die Strecken werden von der türkischen Staatsbahn (TCDD) betrieben. Banliyö-Trenleri gibt es in Istanbul, Ankara, Izmir, Adapazarı und Gaziantep. Des Weiteren ist eine Linie in Konya in Planung.

## Betriebe

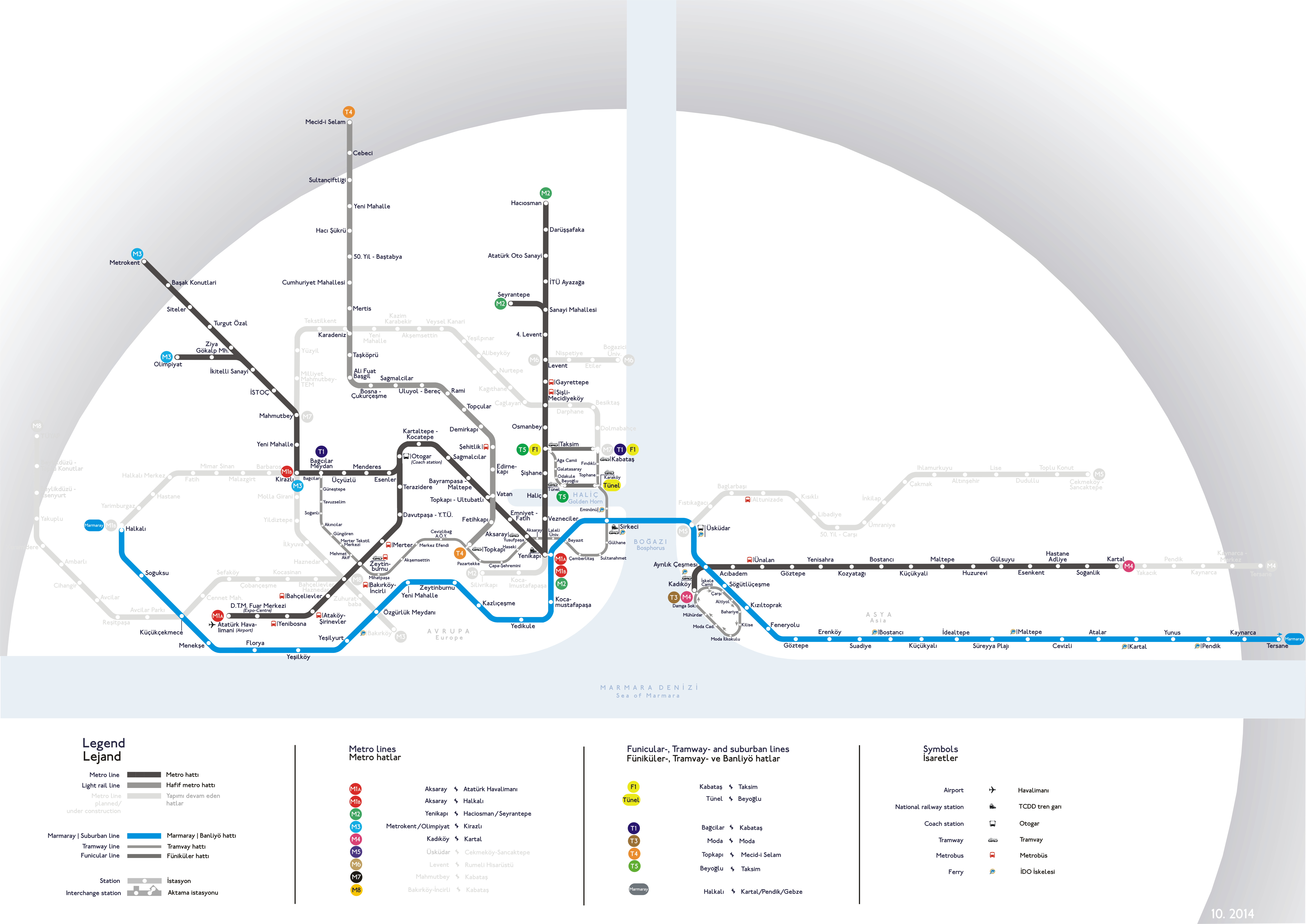
S-Bahn Istanbul (Blau)

Einbettung des Banliyö Trenleri (grün) in das Istanbuler Verkehrsnetz

### Istanbul
Die einzige Linie der Banliyö Trenleri in Istanbul verläuft auf beiden Seiten des Bosporus am Marmarameer entlang nach Westen und Osten und unterquert im Marmaray-Tunnel den Bosporus.

### Ankara

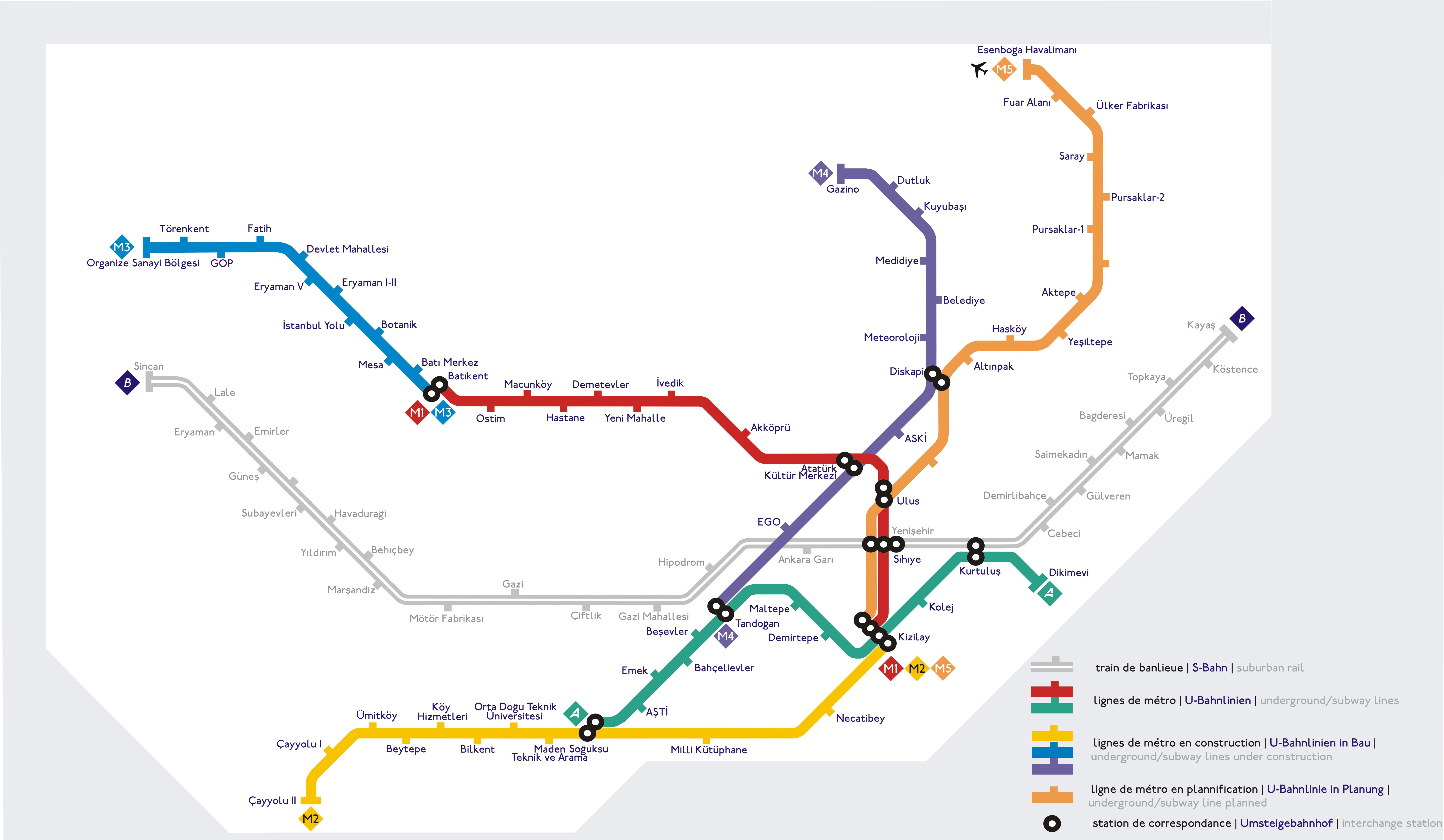
Banliyö-Linie in grau im bestehenden U-Bahn-Netz Ankaras (einschließlich in Bau befindlicher Erweiterungen)

Die in Ankara betriebene Strecke der Banliyö Trenleri (sogenannte Linie B) führt vom Vorort Sincan über den Hauptbahnhof weiter zur Station Kayaş im Stadtbezirk Mamak im Osten Ankaras. Insgesamt werden auf der Linie 28 Stationen angefahren. Eine Verlängerung von Sincan nach Ayaş ist in Planung. Das System ist rund 35 km lang.

### Izmir

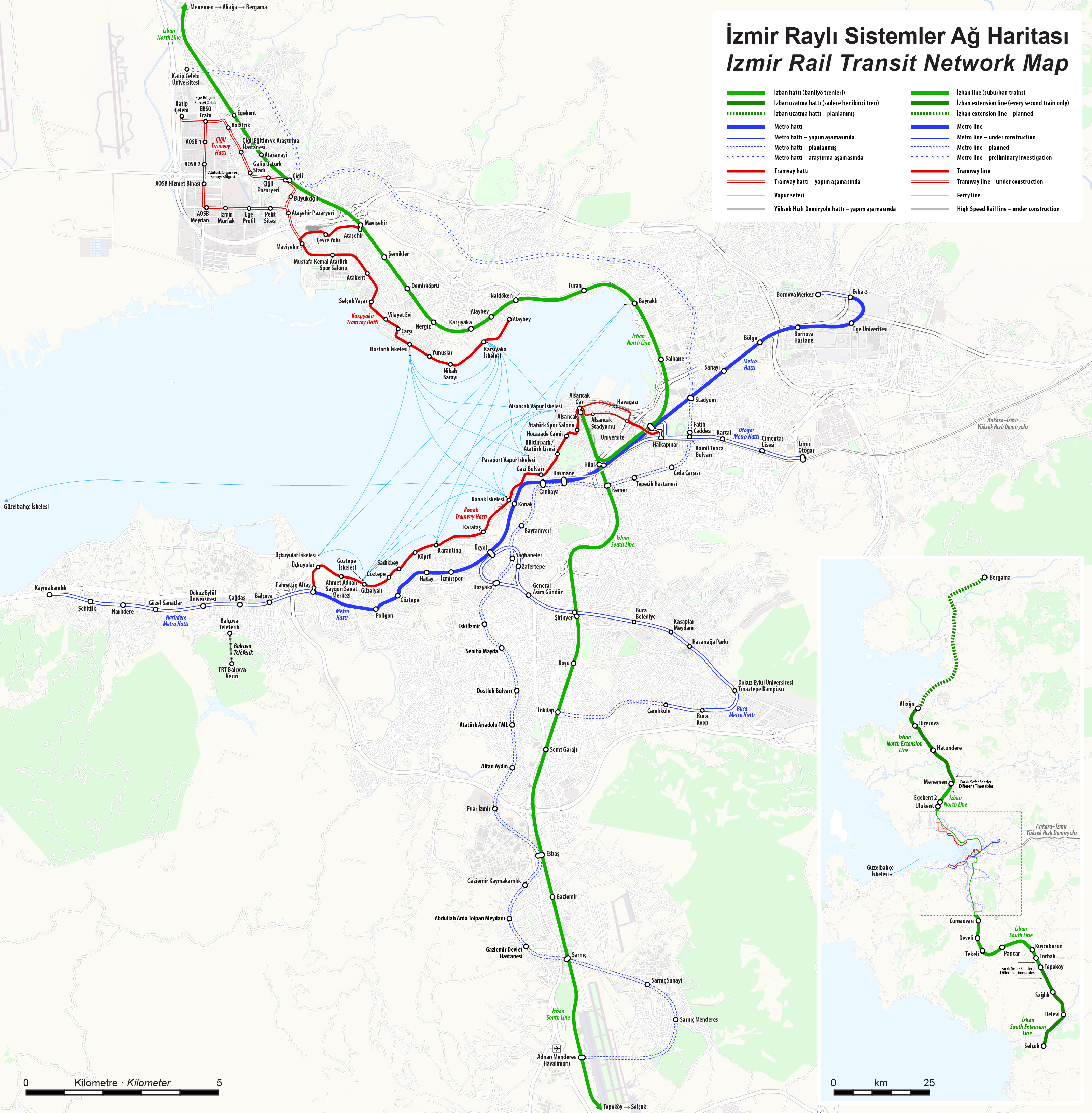
S-Bahn Izmir (Rot/Orange)

Am 30. August 2010 wurde das aus zwei Linien bestehende System namens İzban in Betrieb genommen. Linie 1 führt vom Hauptbahnhof Alsancak über Halkapınar und den Flughafen nach Torbalı. Diese Linie ist rund 50 km lang. Linie 2 führt vom Hauptbahnhof in Richtung Norden über Halkapınar, Karşıyaka, Çiğli und Menemen nach Aliağa. Insgesamt werden auf dieser Linie auf 56 km 22 Stationen bedient.
Das Netz ist insgesamt rund 106 km lang. Außerdem verkehren Regionalzüge von/nach Ödemiş, Tire, Söke, Aydın, Nazilli, Manisa und Denizli. Im Endausbau sollen auch die Städte Selçuk und Bergama mit der S-Bahn verbunden werden.

## Fahrzeugeinsatz

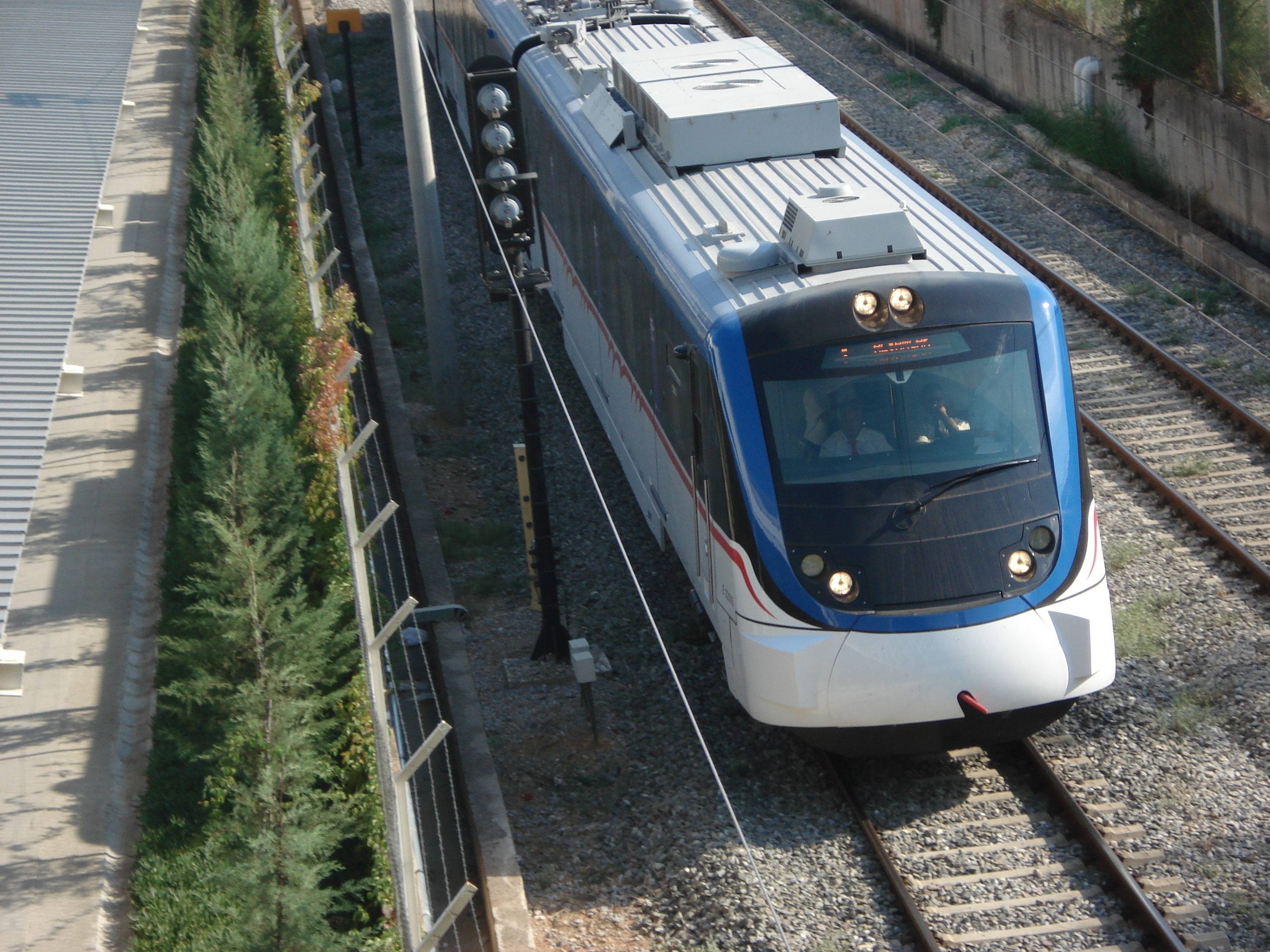
İzban-Zug der Baureihe E22000 des spanischen Herstellers CAF am Flughafen von Izmir

Eingesetzt werden elektrische Triebzüge hauptsächlich französischer Herstellung (Alstom). Inzwischen werden in Ankara und Istanbul auch moderne Triebwagen der Firma Hyundai eingesetzt. Diese werden in Adapazarı (Türkei) produziert. Im Raum Izmir verkehren u. a. Fahrzeuge der spanischen Firma CAF.

## Geschichte
Die erste S-Bahn-Linie in der Türkei wurde in Istanbul eingerichtet:

Die Strecke von Küçükçekmece nach Yedikule wurde am 4. Januar 1871 eröffnet, die Fortsetzung von Küçükçekmece nach Halkalı folgte am 22. April 1872. Am 27. Juli 1872 wurde der Bahnhof Sirkeci im Osten des europäischen Streckenabschnitts erreicht. Der asiatische Streckenzweig wurde zwischen 1872 und 1873 errichtet.
Inzwischen wurden alle Strecken modernisiert, elektrifiziert und mit Signalen ausgestattet. Im Raum Izmir wurde sogar die gesamte alte Infrastruktur abgerissen und durch neue Bahnhöfe, Gleise usw. ersetzt.